# Paraturbanella bergensis
Paraturbanella bergensis är en djurart som tillhör fylumet bukhårsdjur, och som beskrevs av Clausen 1997. Paraturbanella bergensis ingår i släktet Paraturbanella och familjen Turbanellidae. Inga underarter finns listade i Catalogue of Life.